# Rohovín Čtverrohý (opera)
Rohovín Čtverrohý je komická opera o jednom jednání s proměnou (Op. 12) českého skladatele Zbyňka Vostřáka na veršované libreto Josefa Bachtíka podle stejnojmenné veselohry Václava Klimenta Klicpery. Vznikla v letech 1947–1948 a premiéru měla 3. července 1949 v Městském divadle Olomouc. Je to první Vostřákovo jevištní dílo, psané ještě v tradičním pozdně romantickém idiomu.

## Charakteristika a historie opery
Skladatel Zbyněk Vostřák napsal svou první operu na libreto muzikologa Josefa Bachtíka v letech 1947–1948. Bachtík upravil obrozeneckou Klicperovu předlohu do veršované podoby. Vostřák se pokusil o novodobou operu buffu, melodicky srozumitelnou běžnému posluchači, s jasnými hudebními myšlenkami. V hudbě se opírá o různé malé hudební formy, které však skloubil ve formální jednotu, orchestrace je úsporná, ale velmi barvitá a orchestr účinně podpírá a mnohdy s ironickým odstupem doprovází text. Zpěvní party ale sledují důsledně přirozenou deklamaci textu, což poněkud omezuje prostor pro rozvinutí melodie. Dílu je předeslána poměrně rozsáhlá předehra na půdorysu fugy.
Působivosti opery neprospívá skutečnost, že dějově prostou Klicperovu hříčku však už veršované pojetí dosti rozmělnilo a fraškovitý spád příběhu je poněkud neorganicky přerušován meditativními a lyrickými momenty – na rozdíl například od soudobé opery Bohuslava Martinů Veselohra na mostě, jejíž skladatel vystihl grotesknost a divadelnost příběhu přesněji.
Premiéra opery se konala 3. července 1949 v Městském divadle v Olomouci, kde se o její uvedení zasadil šéf tamější opery skladatel Iša Krejčí. Rohovína též dirigoval, režii přijel do Olomouce provést Vostřákův učitel z Pražské konzervatoře Ferdinand Pujman, mezi pozvanými hosty byl i Vostřákův přítel malíř Jan Zrzavý. V celovečerním programu ho doplňovala Dvořákova opera Tvrdé palice a premiéru Rohovína Čtverrohého vysílal i Československý rozhlas. Ještě před prvním provedením získal roku 1948 Rohovín Čtverrohý i cenu ve velké hudební soutěži Československého rozhlasu.
V roce 1950 operu uvedlo Krajské oblastní divadlo Ústí nad Labem, poté se ale na českých jevištích neobjevovala. Roku 1959 však pořídil Československý rozhlas s olomouckým divadelním souborem nahrávku, která byla vícekrát vysílána i v novější době. Opera trvá asi 45 minut.

## Osoby
- Hostinská, soprán
- Malíř Čížek, tenor
- Malíř Stehlík, tenor
- Rohovín Čtverrohý, purkmistr a ranhojič, bas
- Mlynář, bas
- Soudce, baryton
- Mlynářka, soprán
- Soudcová, mezzosoprán
- Sklepník Franc, tenor
- Důstojník, tenor
- Kaprál, baryton
- Drábové, měšťané, pardubický lid

## Děj opery
(1. obraz – Hostinec malého města poblíž Pardubic, biedermeierovská doba) V hostinci malého východočeského města sedí v mizerné náladě malíř Stehlík a brnká si na kytaru. Místní soudce si u něj objednal podobiznu, ale protože se mu výsledek nelíbil, Stehlíkovi nezaplatil. Dobrosrdečná hostinská ho utěšuje, že jeho umění jistě ocení jiní lidé (dialog hostinské a Čížka Jen hlavu vzhůru, Stehlíku). Nebude však mezi ně zřejmě patřit mlynář, neboť od něho se právě vrací malíř Čížek. Vedlo se mu u mlynáře přesně tak jako Stehlíkovi u soudce (árie Čížka Ať jde k čertu mlynář zatracený). Umělci navzájem žehrají na měšťanské bařtipány, kteří jsou oškliví jak noc a na portrétu by chtěli být krasavci. Ale soudce i mlynáře proti malířům nejvíce popuzoval purkmistr Rohovín Čtverrohý, povoláním ranhojič. Malíři přísahají tomuto nadutému místnímu prominentovi pomstu, k čemuž jim paní hostinská slibuje pomoc.
V hostinci se scházejí měšťané a bujaře se baví, obsluhováni sklepníkem Francem. Mlynář a soudce s manželkami probírají, jak nepovedené obrazy jim byly nabízeny; malíři sedící u vedlejšího stolu stěží potlačují vztek. Když však přijde namyšlený – a zejména na své neobvyklé jméno patřičně pyšný – Rohovín Čtverrohý a měšťané servilně naslouchají jeho žvástům (árie Rohovína Znáte mou proslulost), jme se ho Čížek popichovat a z hádky vyplyne sázka: o sto zlatých, že zítra Rohovína stráže nepustí branou do Pardubic, ani když se prokáže svým velectěným jménem. Městská honorace je malířovou opovážlivostí zděšena a uražena, Rohovín však sázku přijímá. Po odchodu měšťanů malířům vychladnou hlavy: jak jen zařídit, aby sázku vyhráli. Hostinská jim dodává odvahy a loučí se s nimi (árie hostinské Jen hlavu vzhůru… Vždyť život celý sázka je).
(2. obraz – Před pardubickou branou) Před městskou branou předává důstojník službu prostomyslnému kaprálovi a klade mu na srdce, aby hned tak někoho nepouštěl do města a aby totožnost příchozích řádně ověřoval. Vzápětí přichází Stehlík, který se představuje jako student Rohovín Jednorohý. Projde bez potíží, stejně jako další ze spiklenců Franc, který se představí jako Rohovín Dvourohý. Kaprál nicméně začne nad podivnou shodou okolností dumat a pochybovat. Proto když přichází Čížek a uvede své jméno jako Rohovín Třírohý, je už kaprál na pozoru. Začíná mít podezření na podivné spiknutí a malíře zdráhavě pustí do města až poté, co mu Čížek slíbí, že se za něj zaručí mocný pán právě přijíždějící k bráně.
Vskutku brzy dorazí Rohovín Čtverrohý. S podezřívavým kaprálem hovoří nejprve blahosklonně a povýšeně, když však na výzvu pyšně ohlásí své jméno, má to opačný výsledek, než purkmistr čekal. Místo toho, aby mu kaprál zdvořile ustoupil, svolává stráže a označuje Rohovína za hlavu nebezpečné bandy podvodníků. Obyvatelé se sbíhají a důstojník dává Rohovína skutečně odvést do šatlavy (sbor Ostuda a hanba neslýchaná). Všeobecný poplach uklidní až paní hostinská, která celou příhodu vysvětlí. Důstojník naštěstí rozumí žertu a stejně tak i Rohovín, který na důkaz, že uznává svou porážku, nejen vyplatí propadlých sto zlatých, ale objednává si u malířů i svůj portrét – a to věrný, aby sám poznal, jaký je.